# ادموند هیلاری

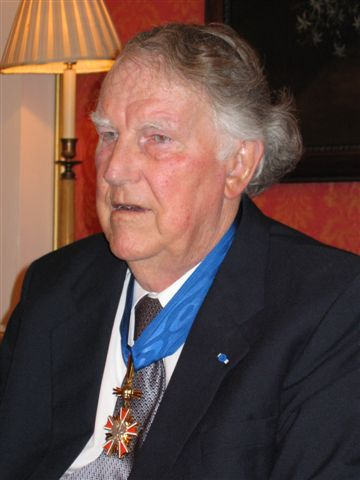
ادموند هیلاری.

سِر ادموند پرسیوال هیلاری (به انگلیسی: Sir Edmund Percival Hillary) (تولد ۲۰ ژوئیه ۱۹۱۹ – درگذشته ۱۱ ژانویه ۲۰۰۸) کوهنورد و کاشف و نیکوکار نیوزلندی بود. او و تنزینگ نورگی نخستین انسان‌هایی بودند که تحت پوشش سفر اکتشافی کوه اورست بریتانیا ۱۹۵۳ به قله اورست صعود کردند. این دو نفر که در بیست و نه مه ۱۹۵۳ در ساعت ۱۱٫۳۰ به قله اورست رسیدند هر دو عضو یک هیئت انگلیسی به سرپرستی جان هانت بودند که از مسیر یال جنوب شرقی (با عبور از آبشار یخی، کم غربی و لوتسه فیس) به قله رسیدند.
هیلاری زنبورداری نیوزلندی بود که بعدها از سوی ملکه انگلیس به دریافت لقب سر یا شوالیه مفتخر گردید.
پیش از وی تلاش‌های فراوانی برای فتح اورست صورت گرفته بود. در سال ۱۹۲۴ جورج مالوری کسی که پیکان حمله سه هیئت نخست این کوه بود، در تلاش برای فتح قله جان خود را به همراه هم نوردش اندرو اروین از دست داد.
در ماه مه سال ۲۰۰۶، انزجار خود را از دسته‌ای ۴۰ نفره از کوهنوردان صعودکننده به اورست، که کوهنورد دیگری (دیوید شارپ) را در راه قله در حال مرگ رها کردند، اعلام کرد.
فاتح قله اورست و جستجوگر قطب جنوب سر ادموند هیلاری در سن ۸۷ سالگی برای بازدید مجدد به قطب جنوب بازگشت. به اعتقاد او این آخرین سفرش به این سرزمین یخ زده خواهد بود.
او در روز ۱۱ ژانویه ۲۰۰۸ در بیمارستان شهرداری آوکلند درگذشت.
اسکناس پنج دلاری نیوزیلند با طرح «سر ادموند هیلاری» در مرحله نهایی رقابت برای عنوان بهترین اسکناس سال۲۰۱۵، گوی سبقت را از اسکناس‌های ۲۰ کرونی سوئد، ۱۰۰ روبلی روسیه و ۲۰ هزار تنگه‌ای قزاقستان ربود.
می‌گویند ادموند هیلاری، نخستین انسان غربی فاتح قله اورست دربارهٔ دلیل کارش گفته بود: «هیچ، کوهی بود و ما از آن بالا رفتیم.»